# 张家坝水库 (安宁市)
张家坝水库也称宁湖，位于云南省安宁市西郊宁湖新城，是一座由云南天达化工实业有限公司（原云南磷肥工业有限公司）管理的中型水库。大坝为一座风化泥岩与粘土混合料为心墙的堆石坝，坝高36.5米，正常蓄水位1883米。总库容1349万立方米，兴利库容1229万立方米。水源主要来自南部的大汉营抽水站取鸣矣河河水补给，主要为草铺工业园内的部分企业提供工业用水。现已建成宁湖公园，成为安宁市宁湖新城宁湖片的主要组成部分。